# Pu Songling
Œuvres principales
Contes étranges du studio du bavard (1740)
Pu Songling (chinois simplifié : 蒲松龄 ; chinois traditionnel : 蒲松齡 ; pinyin : Pú Sōnglíng ; Wade : P'u² Sung¹-ling² ; EFEO : P'ou Song-ling), né le 5 juin 1640 à Zichuan (maintenant Zibo) dans la province de Shandong, mort le 25 février 1715 à Zichuan, est un écrivain chinois de la dynastie des Qing.

## Biographie
Pu Songling naît en 1640, dans le Shandong, à la fin de la dynastie des Ming, au moment où les nouveaux dominateurs mandchous instaurent la dynastie des Qing.
Il n’a pas dix-neuf ans, en 1658, lorsqu’il est reçu premier à l’issue de toutes les épreuves qui lui confèrent le grade de bachelier. Par la suite, il échouera sans cesse pendant près de 50 ans à l’examen de licencié, à l’échelon de la province, qui lui aurait permis d’entrer dans une carrière mandarinale et il en concevra une profonde amertume. Ces échecs successifs le contraignent à accepter des postes de secrétaire, à composer des ouvrages de commande (poème, essai), à être  le précepteur occasionnel des enfants de grandes familles de son voisinage. En 1710, à 70 ans, Pu Songling obtient en raison de son grand âge le grade de licencié, dit "par le tribut".
Il est l'auteur du chef d’œuvre inégalé de la littérature d'imagination chinoise qu'est le recueil des Contes étranges du studio du bavard (聊齋志異 Liáozhāi zhìyì), ouvrage en chinois classique qui s'inscrit dans la tradition des chuanqi (傳奇) de la dynastie des Tang. Ce recueil contient près de 500 contes qu'il a rédigé, pour la plupart, dans un studio situé au fond de son jardin, appelé le Studio des Loisirs (Liao Zhai Zhi Yi).
Profondément marqué par son heureuse expérience maritale avec la demoiselle Liu, Pu Songling aimait raconter des histoires merveilleuses et extraordinaires d'union entre des lettrés et des « femmes » surnaturelles. En effet, à son époque les sentiments amoureux n'étaient pas habituellement pris en compte pour pouvoir s'unir. Au contraire, il était courant de se contenter de mariages arrangés entre les familles.
De son œuvre, un personnage se détache des autres. Récurrente dans les contes populaires chinois, la femme-renarde, est pour Pu Songling, une redresseuse de torts rendant justice en amour et dans la vie sociale. Dans la plupart de ces contes, le héros lettré connaît à la fois le véritable amour avec une femme-renarde et le succès aux examens et concours administratifs.